# Miercurea Ciuc
Miercurea-Ciuc là một đô thị thuộc hạt Harghita, România. Dân số thời điểm năm 2002 là 41852 người.
Đây là thủ phủ của hạt Harghita. Thành phố nằm ở Székely Land, một vùng văn hóa ở đông Transilvania, và nằm trong thung lũng sông Olt. Thành phố quản lý ba làng:
- Ciba / Csiba
- Harghita-Băi / Hargita-fürdő
- Jigodin-Băi / Zsögöd-fürdő, gồm cả Jigodin / Csíkzsögöd